# سپاسگزارم، خاله

لیزا گاستونی در صحنه‌ای از فیلم. گاستونی هنگام بازی در این فیلم ۲۹ ساله بود و آگاهانه ایفای این نقش را پذیرفت.

سپاسگزارم، خاله (ایتالیایی: Grazie, zia) با نام بین‌المللی بیا باهام بازی کن (انگلیسی: Come Play with Me) یک فیلم درام ایتالیایی به کارگردانی سالواتوره سامپری است که در سال ۱۹۶۸ منتشر شد. قرار بود این فیلم در جشنواره فیلم کن ۱۹۶۸ به نمایش درآید، اما جشنوارهٔ کن به‌سبب حوادث جنبش دانشجویی-کارگری مه ۱۹۶۸ فرانسه ملغی شد.
در ابتدا بازیگر فرانسوی آنی ژیراردو برای ایفای نقش اصلی (خاله لئا) انتخاب شد، اما او نقش را رد کرد و در نهایت لیزا گاستونی آن را پذیرفت.

## خلاصه داستان
آلویزهٔ جوان، پسر یک بازرگان و کارخانه‌دار ثروتمند از جمهوری ونیز، از ایفای نقش از پیش تعیین‌شده خود برای ادامه راه پدر و جانشینی او امتناع کرده و وانمود می‌کند پاهایش از کمر به پائین فلج شده است. پزشکان به این نتیجه می‌رسند که بیماری او منشا روان‌تنی دارد. به دلیل غیبت طولانی پدر و مادرش در سفر به خارج از کشور، او به خالهٔ خود، «لئا» که پزشک متخصص هم هست و آلویزه همیشه رابطه خوبی با او داشته است، سپرده می‌شود، به این امید که حداقل او بتواند برای دستیابی به بهبودی پسر کاری بکند.
لئا در طول اقامت و زندگی مشترکشان در ویلای روستایی دورافتاده‌اش، نه تنها مانند دیگران از رفتار روان رنجور و غیرقابل پیش‌بینی برادرزاده‌اش خشمگین نمی‌شود، بلکه به تدریج گرفتار آن می‌شود و آنچه در آغاز یک احساس حمایتی مادرانه است، به تدریج از بین می‌رود و در اثر اعمال تحریک آمیز پسر، به سمت احساسی پیچیده‌ای از علاقه و وابستگی کشیده می‌شود، که به رابطه عاطفی دیرینه‌اش با روزنامه‌نگار چپگرا «استفانو» لطمه می‌زند.
لئا که تحت تأثیر این رابطه بیمارگونه قرار گرفته، در نهایت زندگی خود را در خارج از خانه کاملاً نادیده می‌گیرد. آلویزه به طرز غیرقابل مقاومتی خاله‌اش را درگیر بازی‌های سادومازوخیستی می‌کند که در اوج خود، همان‌طور که از اول هم نیتش بود، به رابطه جنسی و مرگ ختم می‌شود: لئا در تمامی این بازی‌ها برنده می‌شود و وقتی آلویزه از خاله‌اش می‌خواهد که او را بکشد، زن بدون هیچ تردیدی موافقت می‌کند که ماده کشنده‌ای را به درون رگ آلویزه تزریق می‌کند.

## گزیدهٔ بازیگران
- لیزا گاستونی در نقش خاله لئا
- لو کاستل در نقش آلویزه
- گابریله فرزتی در نقش استفانو
- نیکولتا ریتسی در نقش منشی پدر آلویزه
- ماسیمو سارکیه‌لی در نقش ماسیمو
- لوئیزا د سانتیس در نقش نیکولتا (خواننده)
- آنیتا دِرِیر در نقش باربارا

## بازخورد
آلبرتو پتسوتا اشاره می‌کند که چگونه فیلم به‌طور کلی با ژانر کمدی اروتیک خانوادگی مرتبط است (فیلم دیگری هم در این ژانر وجود داشت با عنوان مشابه: سپاسگزارم… مادربزرگ) تا آنجا که عنوان آن، مترادف با اروتیسم پیشرو شده است؛ اما در واقع نمونه‌ای از سینمای افراطی و تندرو در اواخر دهه ۱۹۶۰ است؛ درامی روان‌شناختی با محوریت یک رابطهٔ خودویرانگر با محارم که نشان‌دهنده طغیان بنیادی علیه نظام و خانواده بورژوازی است.

به گفتهٔ پائولو مِـرِگِتی این فیلم، مضامین یکی دیگر از آثار مشابه اولیهٔ آن سال‌ها مشت‌ها در جیب (۱۹۶۵) اثر مارکو بلوکیو را به‌روزرسانی می‌کند، که در آن هم لو کاستل قهرمان داستان، نقشی مشابه ارائه می‌کند: یک معترض افراطی. لیزا گاستونی در نقش خاله شهوانی در این فیلم به موفقیت بزرگی دست یافت، که موجب رونق دوباره در کار حرفه‌ای‌اش شد و او را به عنوان نماد جنسی در سینمای مؤلف تثبیت کرد.

## جوایز
- پلاک زرین دیوید دی دوناتلو بابت بهترین بازیگری به لیزا گاستونی
- روبان نقره‌ای بهترین فیلم‌برداری سیاه و سفید